# Costanza Quatriglio
Costanza Quatriglio (Palermo, 6 gennaio 1973) è una regista e direttrice artistica italiana.

## Biografia
Figlia dello scrittore e giornalista Giuseppe, Costanza Quatriglio debutta come regista con L'isola, presentato alla Quinzaine des Réalisateurs del 56º Festival di Cannes  nel 2003 (Premio CICAE).
È dello stesso anno Racconti per L'isola, documentario sul lavoro degli attori non professionisti nel film L'isola, presentato nella sezione Nuovi Territori della 60ª Mostra internazionale d'arte cinematografica di Venezia. 
L'amore per il cinema del reale e per l'ibridazione dei linguaggi è chiaro fin dai suoi film precedenti (tra questi Ècosaimale?, premiato al Festival di Torino nel 2000, e L'insonnia di Devi, coprodotto da Tele+ nel 2001), tanto che dopo L'isola la regista sceglierà la strada del documentario.
Tra i suoi film documentari: la miniserie per Rai 3 del 2004 Raìz; Il mondo addosso, presentato alla Festa del Cinema di Roma nel 2006; Il mio cuore umano, evento speciale al Festival di Locarno del 2009. 
I suoi film successivi hanno ricalcato la continua ricerca personale nel segno della commistione dei generi: Terramatta (Nastro d'argento per il miglior documentario 2013) è stato presentato alle Giornate degli Autori nel 2012, designato Film della Critica da parte del Sindacato Nazionale Critici Cinematografici. Con il fiato sospeso, è stato presentato alla 70ª Mostra di Venezia 2013 fuori concorso; e Triangle, Nastro d'argento ha concorso per il miglior documentario nel 2015. 87 ore, nella categoria Documentari, ha ottenuto il Premio speciale ai Nastri d'argento 2016. 
Nel 2018 è uscito Sembra mio figlio, lungometraggio presentato al Festival di Locarno. L'anno seguente è la direttrice artistica del Centro sperimentale di cinematografia di Palermo. Nel 2020 ha realizzato il film musicale Palermo Sospesa. Nel 2021 ha diretto il film Tv La bambina che non voleva cantare, biografia della cantante Nada, e il film Trafficante di virus, ispirato alla vita della scienziata Ilaria Capua. Nel 2024 alla Berlinale ha portato il film documentario Il cassetto segreto che trae spunto dalla donazione alla Regione Siciliana del Fondo Giuseppe Quatriglio appartenuto al padre.

## Filmografia parziale

### Cinema
- Ècosaimale? (2000)
- Il bambino Gioacchino (2000)
- L'insonnia di Devi (2001)
- La borsa di Helene (2001)
- L'isola (2003)
- Racconti per L'isola (2003)
- Raìz - Radici a Capo Verde (2004)
- Comandare, una storia zen (2005)
- Il mondo addosso (2006)
- Art. 11, episodio del film All Human Rights for All (2008)
- Il mio cuore umano (2009)
- Terramatta (2012)
- Con il fiato sospeso (2013)
- Lampedusani (2014)
- Triangle (2014)
- Girotondo, episodio del film 9x10 novanta (2014)
- 87 ore (2015)
- Sembra mio figlio (2018)
- Palermo sospesa (2020)
- Trafficante di virus (2021)[1]
- Il cassetto segreto (2024)

### Televisione
- La bambina che non voleva cantare – film TV (2021)

## Riconoscimenti
- Mostra internazionale d'arte cinematografica
  - 2013 – Premio Gillo Pontecorvo (Arcobaleno Latino) al miglior film di lingua latina per Con il fiato sospeso[2]
- Nastro d'argento
  - 2013 – Nastro D'Argento Miglior documentario per Terramatta[3]
  - 2015 – Nastro D'Argento Miglior documentario (Cinema del reale) per Triangle[4]
  - 2025 – Nastro D'Argento Miglior documentario (Cinema, Cultura, Spettacolo) per Il cassetto segreto
- Premio Amnesty
  - 2018 – Premio “Arte e diritti umani” per Sembra mio figlio[5]
- Premio CIR
  - 2018 – Premio “Ambasciatori di Umanità” per Sembra mio figlio[6]
- Festival Internazionale del Documentario Visioni dal Mondo
  - 2018 – Premio Visioni dal Mondo, Cinema della Realtà per Sembra mio figlio[7]
- Torino Film Festival
  - 2014 – Premio Cipputi al miglior film sul mondo del lavoro per Triangle[8]